# Adolf Baumgarten
Adolf Baumgarten (* 3. Mai 1915 in Hamburg; † 2. Oktober 1942 bei Newel, Sowjetunion) war ein deutscher Boxer.

## Werdegang
Adolf Baumgarten wuchs in Hamburg auf und begann dort als Jugendlicher beim SC „Heros“ Hamburg mit dem Boxen. Er entwickelte sich schnell und gehörte ab 1936 zur Elite der deutschen Amateurboxer. 1936 wurde er deutscher Meister im Mittelgewicht und besiegte dabei im Finale Loibl aus Ulm. Er vertrat Deutschland bei den Olympischen Spielen 1936 in Berlin im Mittelgewicht. Er kam dort zu Punktsiegen über Alfred Fleury, Schweiz und Benito Totti, Italien, unterlag aber im Viertelfinale gegen Henry Tiller aus Norwegen. Er belegte damit den 5. Platz.
1937 wurde Alfred Baumgarten wieder deutscher Meister im Mittelgewicht. Im Finale besiegte er dabei den erfahrenen Erich Campe aus Berlin nach Punkten. Bei der Europameisterschaft 1937 in Mailand bestritt er im Mittelgewicht nur einen Kampf. Er verlor im Viertelfinale gegen Gerhardus Dekkers aus den Niederlanden nach Punkten und belegte damit wieder den 5. Platz.
1938 wurde er erneut deutscher Meister im Mittelgewicht. Im Finale besiegte er dabei wie schon 1937 Erich Campe nach Punkten. Am 29. April 1938 fand in Berlin ein Auswahlturnier für eine Europamannschaft statt, die in den Vereinigten Staaten starten sollte. Adolf Baumgarten besiegte dabei im Mittelgewicht Bruno Zorzone aus Italien nach Punkten. Die Vergleichskämpfe USA gegen Europa fanden am 18. Mai 1938 in Chicago und am 24. Mai 1938 in Minneapolis statt. In Chicago unterlag Adolf Baumgarten gegen Booker Beckwith nach punkten, während er in Minneapolis zu einem K.-o.-Sieg über Petrie kam.
Bei der deutschen Meisterschaft 1939 musste sich Adolf Baumgarten im Mittelgewicht überraschend dem erst Siebzehnjährigen Rudi Pepper aus Dortmund geschlagen geben. Auch bei der Europameisterschaft 1939 in Dublin schied er frühzeitig aus. Er verlor schon im Achtelfinale gegen Viljo Suhonen aus Finnland nach Punkten.
Bei der deutschen Meisterschaft 1940 verlor Adolf Baumgarten im Mittelgewicht im Finale wiederum gegen Rudi Pepper nach Punkten. Die Olympischen Spiele 1940 in Tokio fielen wegen des Zweiten Weltkrieges aus.
1941 wurde Adolf Baumgarten noch einmal deutscher Meister. Im Halbschwergewicht besiegte er dabei Herbert Kleinwächter aus Berlin nach Punkten.
1942 fanden in Breslau Europameisterschaften statt, an denen aber nicht alle europäischen Box-Verbände wegen des Zweiten Weltkrieges teilnehmen konnten. Um eine entsprechende Teilnehmerzahl zu erreichen, konnten die teilnehmenden Nationen in den einzelnen Gewichtsklasse jeweils zwei Teilnehmer melden. Deutschland wurde dabei im Mittelgewicht von Adolf Baumgarten und Carl Schmidt vertreten. Adolf Baumgarten kam zu einem Punktsieg über Ferrucio Pellegrini, Italien, siegte dann über Rudolf Szalay, Ungarn durch K. o. in der 3. Runde und besiegte Allan Granelli aus Schweden nach Punkten. Im Finale unterlag er gegen Karl Gustaf Norén aus Schweden nach Punkten. Nach dem Zweiten Weltkrieg wurden diesen Europameisterschaften von der AIBA der Status einer offiziellen Europameisterschaft entzogen.
Vom 7. Juni bis zum 8. Juni 1942 fand in Rom ein internationales Box-Turnier statt, an dem auch Adolf Baumgarten teilnahm. Er gewann dieses Turnier in seiner Gewichtsklasse mit Siegen über Bertolo, Italien und Jaszai, Ungarn. Unmittelbar danach wurde er zur Wehrmacht eingezogen und fiel bereits am 2. Oktober 1942 an der Ostfront bei Newel.

## Internationale Erfolge
| Jahr | Platz | Wettbewerb                                         | Gewichtsklasse | Ergebnisse |
| 1936 | 5.    | OS in Berlin                                       | Mittel         | nach Punktsiegen über Alfred Fleury, Schweiz und Benito Totti, Italien und einer Punktniederlage im Viertelfinale gegen Henry Tiller, Norwegen                                                                          |
| 1937 | 5.    | EM in Mailand                                      | Mittel         | nach einer Punktniederlage im Viertelfinale gegen Gerhardus Dekkers, Niederlande |
| 1938 | 1.    | Turnier zur Ermittlung der Europaauswahl in Berlin | Mittel         | nach einem Punktsieg über Bruno Zorzenone, Italien |
| 1939 | 9.    | EM in Dublin                                       | Mittel         | nach einer Punktniederlage im Achtelfinale gegen Viljo Suhonen, Finnland |
| 1942 | 2.    | Inoffizielle EM in Breslau                         | Mittel         | nach Punktsieg über Ferrucio Pellegrini, Italien, einem K.O.-Sieg in der 3. Runde über Rudolf Szalay, Ungarn, einem Punktsieg über Allan Granelli, Schweden und einer Punktniederlage gegen Karl Gustaf Norén, Schweden |

## Deutsche Meisterschaften
| Jahr | Platz | Gewichtsklasse | Ergebnisse                                                       |
| 1936 | 1.    | Mittel         | mit einem Punktsieg im Finale über Loibl, Ulm                    |
| 1937 | 1.    | Mittel         | nach einem Punktsieg im Finale über Erich Campe, Berlin          |
| 1938 | 1.    | Mittel         | nach einem Punktsieg im Finale über Erich Campe                  |
| 1939 | 2.    | Mittel         | nach einer Punktniederlage im Finale gegen Rudi Pepper, Dortmund |
| 1940 | 2.    | Mittel         | nach einer Punktniederlage im Finale gegen Rudi Pepper           |
| 1941 | 1.    | Halbschwer     | nach einem Punktsieg im Finale über Herbert Kleinwächter, Berlin |

## Länder- und sonstige Repräsentationskämpfe
| Datum      | Ort         | Begegnung                                       | Gewichtsklasse | Ergebnis                                |
| 14.12.1936 | Belfast     | Irland gegen Deutschland                        | Mittel         | Punktsieg über Boyd                     |
| 14.2.1937  | Dortmund    | Deutschland gegen Polen                         | Mittel         | Punktsieg über Pisarski                 |
| 28.8.1937  | Triest      | Italien gegen Deutschland                       | Mittel         | Punktsieg über Bonadio                  |
| 10.12.1937 | Hamburg     | Deutschland gegen Irland                        | Mittel         | Punktsieg über Coffey                   |
| 16.12.1937 | London      | England gegen Deutschland                       | Mittel         | Punktniederlage gegen Pack              |
| 18.5.1938  | Chicago     | USA gegen Europa                                | Mittel         | Punktniederlage gegen Booker Beckwith   |
| 24.5.1938  | Minneapolis | USA gegen Europa                                | Mittel         | K.O.-Sieg über Petrie                   |
| 2.7.1938   | Berlin      | Deutschland gegen England                       | Mittel         | Punktsieg über A.E. Harrington          |
| 5.7.1938   | Saarbrücken | deutsche Auswahl gegen England                  | Mittel         | Punktsieg über A.E. Harrington          |
| 17.7.1938  | Duisburg    | Deutschland gegen Italien                       | Mittel         | Punktsieg über Ferrario                 |
| 13.11.1938 | Breslau     | Deutschland gegen Polen                         | Mittel         | Punktsieg über Pisarski                 |
| 22.11.1938 | Charleroi   | Belgien gegen Deutschland                       | Mittel         | Punktsieg über Haesendonck              |
| 20.1.1939  | Königsberg  | Deutschland gegen Finnland                      | Mittel         | Punktniederlage gegen Viljo Suhonen     |
| 28.1.1939  | Hamburg     | Deutschland gegens Schweden                     | Mittel         | Punktsieg über Allan Granelli           |
| 11.1.1940  | Brünn       | Protektorat Böhmen und Mähren gegen Deutschland | Mittel         | Punktsieg über Prosek                   |
| 12.1.1940  | Preßburg    | Slowakei gegen Deutschland                      | Mittel         | K. o.-Sieg in der 2. Runde über Köszegi |
| 15.1.1940  | Batov/Zlin  | Protektorat Böhmen und Mähren gegen Deutschland | Mittel         | Punktsieg über Junasik                  |
| 28.2.1940  | Dresden     | Deutschland gegen Italien                       | Mittel         | Punktsieg über Ferrario                 |
| 3.8.1940   | Klagenfurt  | Deutschland gegen Slowakei                      | Halbschwer     | Punktsieg über Javorek                  |
| 8.9.1940   | Budapest    | Ungarn gegen Deutschland                        | Mittel         | Punktsieg über Jakits                   |
| 20.10.1940 | Helsinki    | Finnland gegen Deutschland                      | Halbschwer     | Punktsieg über A. Lehtinen              |
| 1.12.1940  | Mailand     | Italien gegen Martin                            | Halbschwer     | Unentschieden gegen Martin              |
| 8.2.1941   | Passau      | Deutschland gegen Finnland                      | Halbschwer     | Punktsieg über Purho                    |
| 30.3.1941  | Königsberg  | Deutschland gegen Schweden                      | Halbschwer     | Punktniederlage gegen Per Eriksson      |
| 2.5.1941   | Preßburg    | Slowakei gegen Deutschland                      | Halbschwer     | Punktsieg über Kalaman                  |
| 22.11.1941 | München     | Deutschland gegen Dänemark                      | Halbschwer     | Punktsieg über Christensen              |
| 4.5.1942   | Rom         | Italien gegen Deutschland                       | Halbschwer     | Punktsieg über Spagnoli                 |
| 5.5.1942   | Rom         | Deutschland gegen Ungarn                        | Halbschwer     | Punktsieg über Jaszai                   |

Erläuterungen
- OS = Olympische Spiele, EM = Europameisterschaft
- Mittelgewicht, damals Gewichtsklasse bis 72,6 kg, Halbschwergewicht, bis 79,4 kg Körpergewicht